# Lalheue
Lalheue is een gemeente in het Franse departement Saône-et-Loire (regio Bourgogne-Franche-Comté) en telt 339 inwoners (2004). De plaats maakt deel uit van het arrondissement Chalon-sur-Saône.

## Geografie
De oppervlakte van Lalheue bedraagt 6,9 km², de bevolkingsdichtheid is 49,1 inwoners per km².
De onderstaande kaart toont de ligging van Lalheue met de belangrijkste infrastructuur en aangrenzende gemeenten.

## Demografie
Onderstaande figuur toont het verloop van het inwonertal (bron: INSEE-tellingen).